# دان كاشمان
دان كاشمان (بالإنجليزية: Dan Cashman)‏ هو ممثل أمريكي، ولد في 15 نوفمبر 1933 في ممفيس في الولايات المتحدة، وتوفي في 9 فبراير 2019.

## وصلات خارجية
- دان كاشمان على موقع IMDb (الإنجليزية)
- دان كاشمان على موقع ميوزك برينز (الإنجليزية)
- دان كاشمان على موقع قاعدة بيانات الفيلم (الإنجليزية)